# Dassault Falcon 10
Il Dassault Falcon 10 è un business jet bimotore a getto ad ala bassa prodotto dall'azienda francese Dassault Aviation dal 1971 al 1989.
Oltre alla versione civile, un popolare aereo d'affari, ne venne prodotta anche una variante militare. Nonostante la numerazione presente nel nome, il Falcon 10 è stato realizzato dopo il Falcon 20, ed è praticamente solo una versione ridotta di quell'aereo.

## Varianti
Minifalconil nome originale del Dassault Falcon 10.
Falcon 10aereo da trasporto personale.
Falcon 10MERaereo da trasporto e per comunicazioni della Marina Francese.
Falcon 100progettata per sostituire il Falcon 10, la Serie 100 ha un maggiore peso al decollo, un compartimento bagagli più ampio e un abitacolo dotato di alcuni strumenti digitali.

## Utilizzatori

### Militari
Francia
- Aéronautique navale

6 Falcon 10 MER in servizio al giugno 2023. (32 • 101 • 129 • 133 • 143 • 185)
- - Escadrille 57S sulla BAN Landivisiau dal 1975 ad oggi
  - Escadrille 3S sulla BAN Hyères-Le Palyvestre dal 1975 al 1997 (gli aerei sono stati raggruppati nella 57S)

 Marocco
- Forces royales air

1 Falcon 100 consegnato.

## Galleria d'immagini

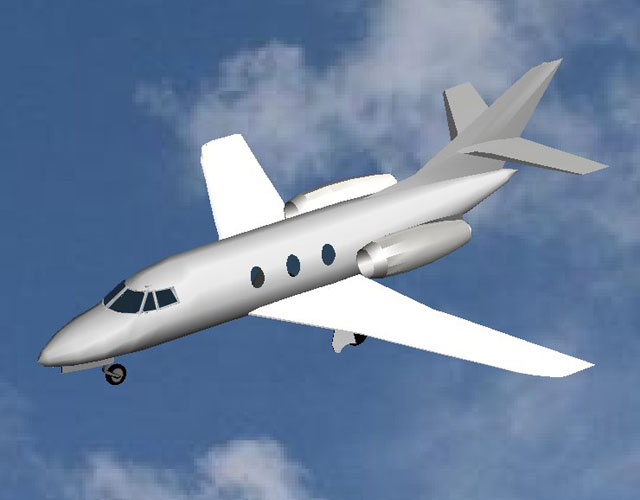
Rappresentazione dell'aereo in 3D.
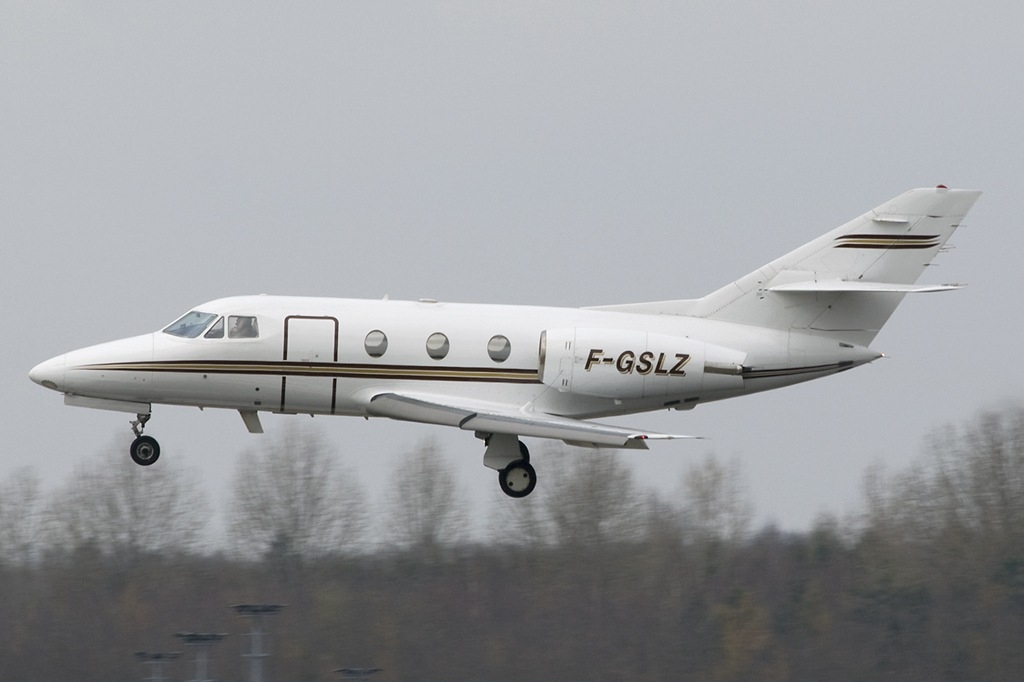
La versione Falcon 100.
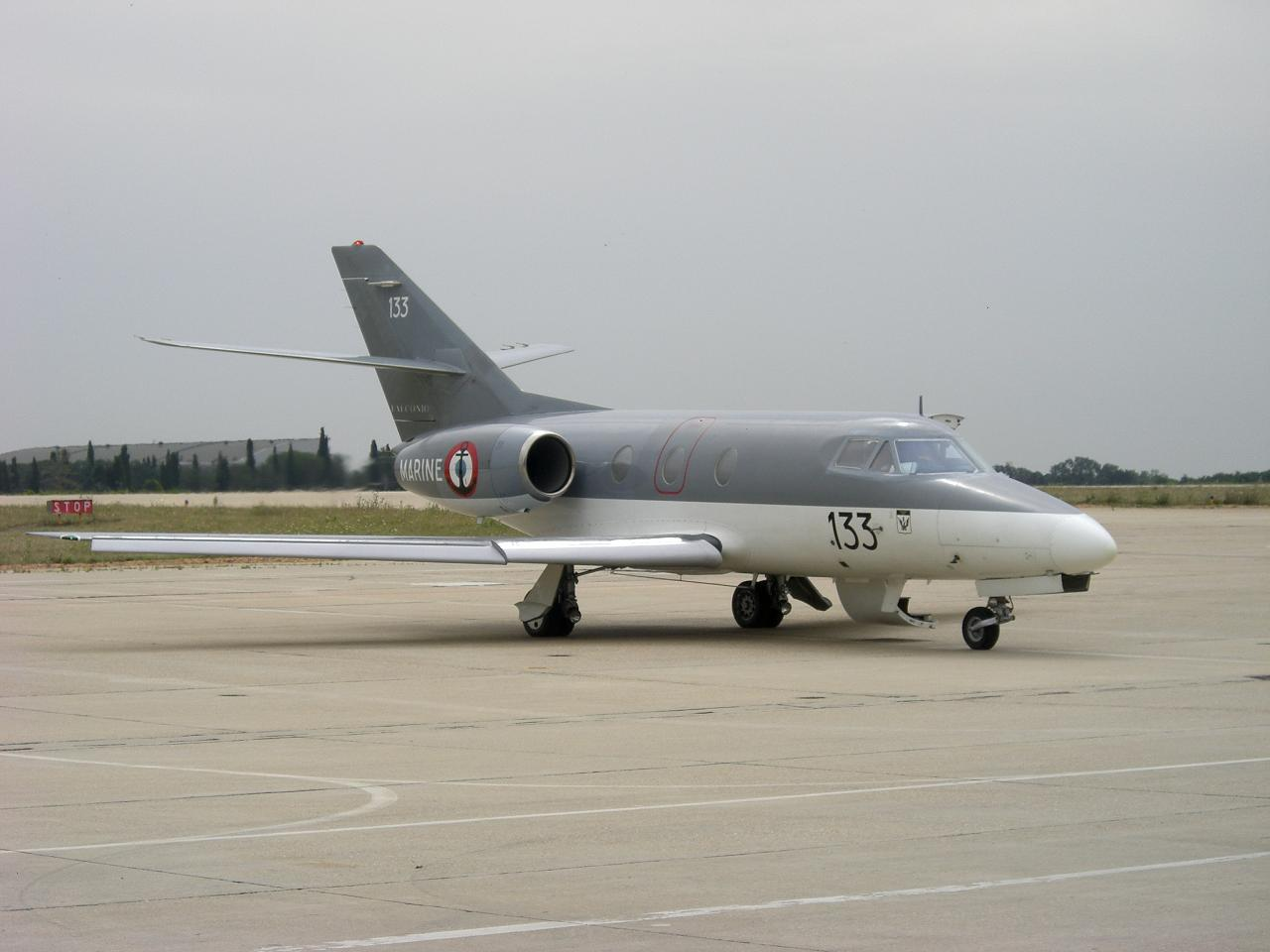
La versione Falcon 10 MER dell'Aéronautique navale.
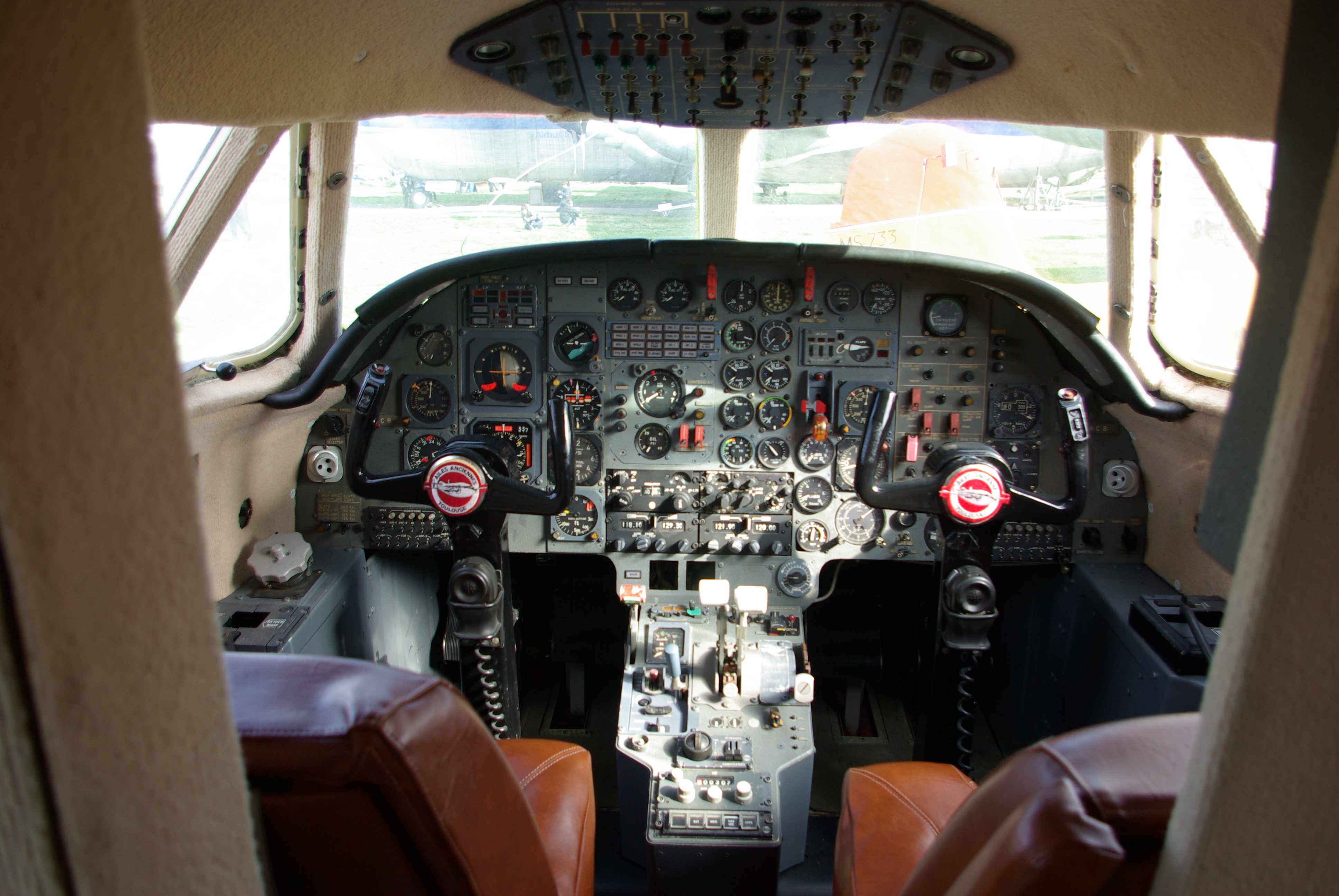
Particolare del cockpit.
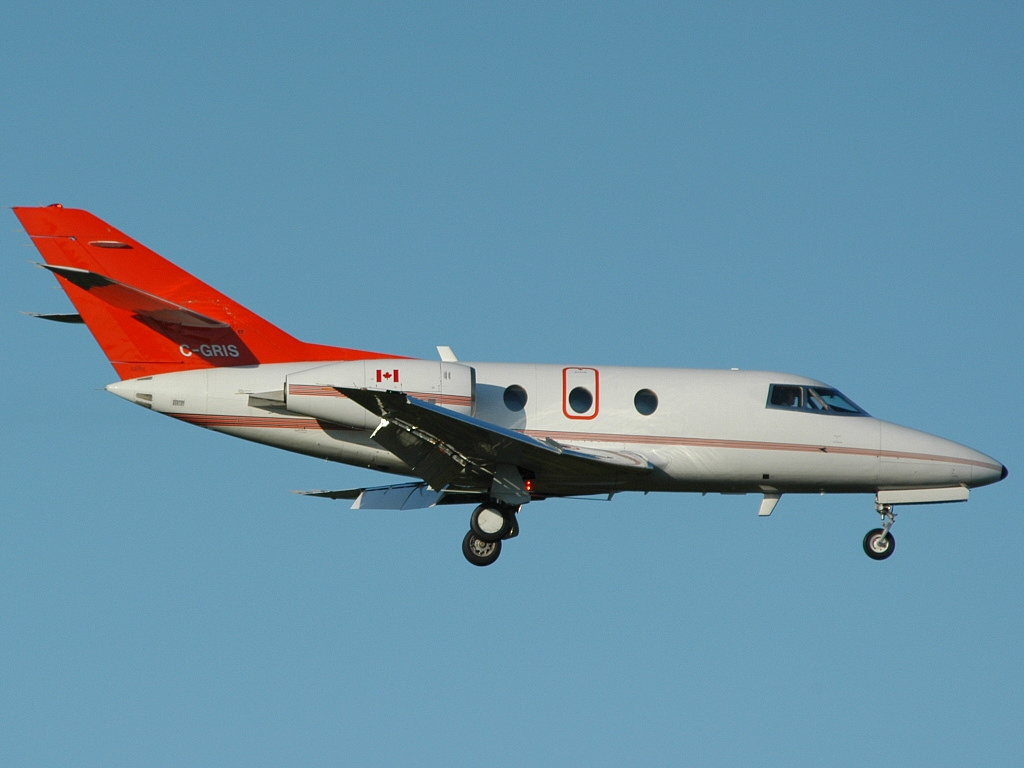
Dassault Falcon 10 in fase d'atterraggio.